# 正规序
在量子场论中，一组創生及湮滅算符的乘积称為是按正规序排列的，如果所有的創生算符排列在所有的湮灭算符的左侧，相应的乘积称为正规乘积。类似地可以定义反正规序，在反正规序中，所有产生算符排列在湮灭算符的右侧。

## 记号
令{\displaystyle {\hat {O}}}為任意創生和湮灭算符之乘積，則我們將{\displaystyle {\hat {O}}}按照正规序重新排列之后得到的算符用{\displaystyle {\mathcal {N}}({\hat {O}})} 或 {\displaystyle {\mathopen {:}}{\hat {O}}{\mathclose {:}}}表示。注意正規序只對算符乘積有意義，因為正規序不是線性關係，將正規序用在算符和並無太大作用。

## 玻色子
玻色子符合玻色–爱因斯坦统计。

### 单个玻色子
单个玻色子有一个产生算符和一个湮灭算符：
- {\displaystyle {\hat {b}}^{\dagger }}：玻色子的产生算符
- {\displaystyle {\hat {b}}}：玻色子的湮灭算符

则有：
{\displaystyle \left[{\hat {b}}^{\dagger },{\hat {b}}^{\dagger }\right]_{-}=0}
{\displaystyle \left[{\hat {b}},{\hat {b}}\right]_{-}=0}
{\displaystyle \left[{\hat {b}},{\hat {b}}^{\dagger }\right]_{-}=1}
其中 {\displaystyle \left[A,B\right]_{-}\equiv AB-BA} 表示两个算符的对易子。

#### 例子
1. 最简单的例子是 {\displaystyle {\hat {b}}^{\dagger }{\hat {b}}} 的正规序，根据正规序的定义，可见这里的算符已经按照正规序排列，所以{\displaystyle {\hat {b}}^{\dagger }{\hat {b}}}的正规序就是它自身：
{\displaystyle {:\,}{\hat {b}}^{\dagger }\,{\hat {b}}{\,:}={\hat {b}}^{\dagger }\,{\hat {b}}.}
2. 第二个例子是 {\displaystyle {\hat {b}}\,{\hat {b}}^{\dagger }} 的正规序，
{\displaystyle {:\,}{\hat {b}}\,{\hat {b}}^{\dagger }{\,:}={\hat {b}}^{\dagger }\,{\hat {b}}.}
这里，按照正规序的要求，产生算符 {\displaystyle {\hat {b}}^{\dagger }} 放到了湮灭算符 {\displaystyle {\hat {b}}}的左边。由玻色子算符的对易关系有：
{\displaystyle {\hat {b}}\,{\hat {b}}^{\dagger }-{:\,}{\hat {b}}\,{\hat {b}}^{\dagger }{\,:}=1.}
在维克定理中，两个产生或湮灭算符的乘积与它们的正规序之间的差，称为这两个算符的收缩。
3. 一个多算符的例子：
{\displaystyle {:\,}{\hat {b}}^{\dagger }\,{\hat {b}}\,{\hat {b}}\,{\hat {b}}^{\dagger }\,{\hat {b}}\,{\hat {b}}^{\dagger }\,{\hat {b}}{\,:}={\hat {b}}^{\dagger }\,{\hat {b}}^{\dagger }\,{\hat {b}}^{\dagger }\,{\hat {b}}\,{\hat {b}}\,{\hat {b}}\,{\hat {b}}=({\hat {b}}^{\dagger })^{3}\,{\hat {b}}^{4}.}

### 多个玻色子
对于 {\displaystyle N} 个不同的玻色子来说，有 {\displaystyle 2N} 个算符：
- {\displaystyle {\hat {b}}_{i}^{\dagger }}：第 {\displaystyle i} 个玻色子的产生算符
- {\displaystyle {\hat {b}}_{i}}：第 {\displaystyle i} 个玻色子的湮灭算符

其中 {\displaystyle i=1,\ldots ,N}.
它们满足下列对易关系：
{\displaystyle \left[{\hat {b}}_{i}^{\dagger },{\hat {b}}_{j}^{\dagger }\right]_{-}=0}
{\displaystyle \left[{\hat {b}}_{i},{\hat {b}}_{j}\right]_{-}=0}
{\displaystyle \left[{\hat {b}}_{i},{\hat {b}}_{j}^{\dagger }\right]_{-}=\delta _{ij}}
其中 {\displaystyle i,j=1,\ldots ,N}，{\displaystyle \delta _{ij}} 是克罗内克函数。

#### 例子
1.对于两个玻色子 ({\displaystyle N=2}) ，有：
{\displaystyle :{\hat {b}}_{1}^{\dagger }\,{\hat {b}}_{2}:\,={\hat {b}}_{1}^{\dagger }\,{\hat {b}}_{2}}
{\displaystyle :{\hat {b}}_{2}\,{\hat {b}}_{1}^{\dagger }:\,={\hat {b}}_{1}^{\dagger }\,{\hat {b}}_{2}}
2. 对三个玻色子 ({\displaystyle N=3}) ，有：
{\displaystyle :{\hat {b}}_{1}^{\dagger }\,{\hat {b}}_{2}\,{\hat {b}}_{3}:\,={\hat {b}}_{1}^{\dagger }\,{\hat {b}}_{2}\,{\hat {b}}_{3}}
由于 {\displaystyle {\hat {b}}_{2}\,{\hat {b}}_{3}={\hat {b}}_{3}\,{\hat {b}}_{2}} （参见对易关系），湮灭算符之间的顺序并不重要。

## 费米子
费米子服从费米-狄拉克统计。

### 单个费米子
单个费米子有一个产生算符和一个湮灭算符：
- {\displaystyle {\hat {f}}^{\dagger }}：费米子的产生算符
- {\displaystyle {\hat {f}}}：费米子的湮灭算符

它们满足下面的反对易关系：
{\displaystyle \left[{\hat {f}}^{\dagger },{\hat {f}}^{\dagger }\right]_{+}=0}
{\displaystyle \left[{\hat {f}},{\hat {f}}\right]_{+}=0}
{\displaystyle \left[{\hat {f}},{\hat {f}}^{\dagger }\right]_{+}=1}
其中 {\displaystyle \left[A,B\right]_{+}\equiv AB+BA} 是反对易子。
与玻色子不同的是，对于费米子的正规序，每当重新排序引起两个算符的前后顺序发生变化时，需要额外引入一个负号。

#### 例子
1. 最简单的例子是：
{\displaystyle :{\hat {f}}^{\dagger }\,{\hat {f}}:\,={\hat {f}}^{\dagger }\,{\hat {f}}}
由于算符已经按正规序排列，所以其正规序就是它本身。反过来，若是产生算符排列在后面，则如前文所说，其正规序需要引入一个负号，即：
{\displaystyle :{\hat {f}}\,{\hat {f}}^{\dagger }:\,=-{\hat {f}}^{\dagger }\,{\hat {f}}}
由费米子算符的反对易关系有：
{\displaystyle {\hat {f}}\,{\hat {f}}^{\dagger }-:{\hat {f}}\,{\hat {f}}^{\dagger }:=1.}
与玻色子的情形一样，上式用于定义维克定理里面的收缩。
2. 其它情形下的正规序都是零，因为此时同一个湮灭算符或产生算符至少连续出现了两次。根据费米子的性质，此时结果为零，例如：
{\displaystyle :{\hat {f}}\,{\hat {f}}^{\dagger }\,{\hat {f}}{\hat {f}}^{\dagger }:\,={\hat {f}}^{\dagger }\,{\hat {f}}^{\dagger }\,{\hat {f}}\,{\hat {f}}=0}

### 多个费米子
{\displaystyle N} 个费米子有 {\displaystyle 2N} 个产生湮灭算符，设：
- {\displaystyle {\hat {f}}_{i}^{\dagger }}为第 {\displaystyle i} 个费米子的产生算符
- {\displaystyle {\hat {f}}_{i}}为第 {\displaystyle i}个费米子的湮灭算符

其中 {\displaystyle i=1,\ldots ,N}.
它们满足下列反对易关系：
{\displaystyle \left[{\hat {f}}_{i}^{\dagger },{\hat {f}}_{j}^{\dagger }\right]_{+}=0}
{\displaystyle \left[{\hat {f}}_{i},{\hat {f}}_{j}\right]_{+}=0}
{\displaystyle \left[{\hat {f}}_{i},{\hat {f}}_{j}^{\dagger }\right]_{+}=\delta _{ij}}
其中 {\displaystyle i,j=1,\ldots ,N}， {\displaystyle \delta _{ij}} 是克罗内克函数。

#### 例子
1. 对两个费米子 ({\displaystyle N=2}) ，有：
{\displaystyle :{\hat {f}}_{1}^{\dagger }\,{\hat {f}}_{2}:\,={\hat {f}}_{1}^{\dagger }\,{\hat {f}}_{2}}
由于算符已经按正规序排列，所以其正规序就是它本身。
{\displaystyle :{\hat {f}}_{2}\,{\hat {f}}_{1}^{\dagger }:\,=-{\hat {f}}_{1}^{\dagger }\,{\hat {f}}_{2}}
由于两个算符的顺序发生了交换，所以要引入一个负号。
{\displaystyle :{\hat {f}}_{2}\,{\hat {f}}_{1}^{\dagger }\,{\hat {f}}_{2}^{\dagger }:\,={\hat {f}}_{1}^{\dagger }\,{\hat {f}}_{2}^{\dagger }\,{\hat {f}}_{2}=-{\hat {f}}_{2}^{\dagger }\,{\hat {f}}_{1}^{\dagger }\,{\hat {f}}_{2}}
与玻色子的情形不同，此时产生算符之间的顺序是有关系的。
2. 对三个费米子 ({\displaystyle N=3}) ，有：
{\displaystyle :{\hat {f}}_{1}^{\dagger }\,{\hat {f}}_{2}\,{\hat {f}}_{3}:\,={\hat {f}}_{1}^{\dagger }\,{\hat {f}}_{2}\,{\hat {f}}_{3}=-{\hat {f}}_{1}^{\dagger }\,{\hat {f}}_{3}\,{\hat {f}}_{2}}
类似地有：
{\displaystyle :{\hat {f}}_{2}\,{\hat {f}}_{1}^{\dagger }\,{\hat {f}}_{3}:\,=-{\hat {f}}_{1}^{\dagger }\,{\hat {f}}_{2}\,{\hat {f}}_{3}={\hat {f}}_{1}^{\dagger }\,{\hat {f}}_{3}\,{\hat {f}}_{2}}
{\displaystyle :{\hat {f}}_{3}{\hat {f}}_{2}\,{\hat {f}}_{1}^{\dagger }:\,={\hat {f}}_{1}^{\dagger }\,{\hat {f}}_{3}\,{\hat {f}}_{2}=-{\hat {f}}_{1}^{\dagger }\,{\hat {f}}_{2}\,{\hat {f}}_{3}}

## 量子场论中的应用
任意算符的正规序的真空期望值为零。这是因为对于真空态来说，{\displaystyle \langle 0|{\hat {a}}^{\dagger }}以及{\displaystyle {\hat {a}}|0\rangle }都是0。
这里 {\displaystyle {\hat {a}}^{\dagger }} 和 {\displaystyle {\hat {a}}} 分别是（玻色子或费米子的）产生和湮灭算符。将正规序的这一性质与维克定理结合起来，便能大大简化场算符的真空期望值的计算。